# Wolfgang Hegemeister

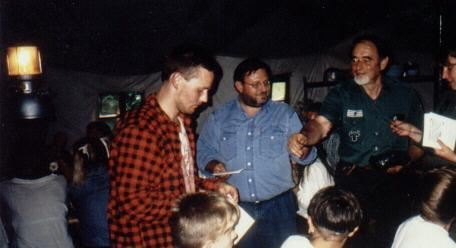
Wolfgang Hegemeister (1. von rechts, in der typischen Kluft der Waldjugend) bei der Urkundenverleihung an die Teilnehmer des deutsch-russischen Jugendlagers 1995 in der Rominter Heide.

Wolfgang Hegemeister (* 15. Dezember 1924 in Teltow-Seehof; † 14. Juni 2020) war ein deutscher Lehrer sowie Bundesleiter und Mitbegründer der Deutschen Waldjugend.

## Leben
Wolfgang Hegemeister entstammte einer sächsischen Offiziersfamilie und wuchs in Teltow-Seehof auf. Er besuchte erst die Volksschule, dann die Lillenthal-Oberschule für Jungen, die er 1943 mit einem Notabitur abschloss, da er im gleichen Jahr in die Wehrmacht eingezogen wurde. Hegemeister war ab 1936 Mitglied des Deutschen Jungvolkes und wurde anschließend 1941 in die Hitlerjugend aufgenommen, aus der er 1942 wegen "mangelnder Dienstauffassung" entlassen wurde. Während des Krieges wurde Hegemeister schwer verwundet und fiel in Italien Partisanen in die Hände. Nach einem Austausch über die Schweiz gelangte Hegemeister zunächst nach Dresden. Dort wurde er erneut – nach einem alliierten Bombenangriff auf das Lazarett – verwundet und kam anschließend über Berlin nach Thüringen. Dort geriet er erst in US-amerikanische, später dann in sowjetische Kriegsgefangenschaft. Es wurde ihm der linke Unterschenkel amputiert, und aufgrund seines schlechten Gesundheitszustandes wurde Hegemeister Ende 1945 aus der Gefangenschaft entlassen.
Nach Kriegsende besuchte er eine Graphikschule in Berlin und arbeitete als Fotograf; ab 1949 holte er das Abitur nach. An der Humboldt-Universität in Ost-Berlin wurde Hegemeister aufgrund seiner Herkunft nicht zugelassen. 1952 nahm er ein Studium der Biologie auf und trat 1956 in den Hamburger Schuldienst ein. Wegen einer Verschlimmerung seiner Kriegsverletzung wurde er frühzeitig pensioniert. 
Hegemeister hatte fünf Kinder aus zwei Ehen sowie einen Adoptivsohn. Er lebte in Remmels in Schleswig-Holstein.

## Waldjugend
Hegemeister gilt als „Waldläufer der ersten Stunde“; er gründete die Deutsche Waldjugend, Landesverband Hamburg, und trug aktiv zum Aufbau der Waldjugend in Deutschland bei. Es folgten Aufgaben als  Landesringmeister in den Verbänden Nord und Hamburg. Später dann gründete er die Büffelhorte, die heute als Bundeshorte der Deutschen Waldjugend fungiert. 
Von 1976 bis 1987 war er Bundesleiter der Waldjugend.
Ebenso engagierte er sich in der Schutzgemeinschaft Deutscher Wald (SDW); so leitete er, neben seiner Tätigkeit als Vorstandsmitglied, den Arbeitskreis „Schrifttum“. Ab 1984 arbeitete er als Redakteur für die SDW-Zeitschrift Unser Wald.
Neben Forsteinsätzen und Aktionen zum Umwelt- und Naturschutz organisierte er Fahrten und Bundeslager der Waldjugend. Ferner beteiligte sich Hegemeister zusammen mit zwölf Waldläufern am Katastropheneinsatz nach der schweren Sturmflut im Februar 1962 im Südelberaum. Für diesen Einsatz erhielten alle Beteiligten das goldene Jugendabzeichen des SDW. In seinem Wohnort Remmels gründete Hegemeister die Horte "Roter Marder". Im Jahre 1989 erhielt Hegemeister den Klaus-Gundelach-Preis. Die Schutzgemeinschaft Deutscher Wald ernannte ihn zum Ehrenmitglied, ebenso die Landesverbände Nord und Hamburg der Deutschen Waldjugend.
Hegemeister erstellte ferner die Mitgliedszeitung Info, die seit 1971 erscheint und für die er zahlreiche Schriften verfasste. Ebenso brachte er die Führungszeitschrift Fang mit auf den Weg. 1999 schrieb er die Chronik der Waldjugend.

## Kriegsgräberfürsorge
Von 1993 bis 1998 arbeitete Hegemeister mit dem Volksbund Deutsche Kriegsgräberfürsorge zusammen, um verwilderte ostpreußische Friedhöfe aus den beiden Weltkriegen in der Oblast Kaliningrad wiederherzustellen. Da zum Teil Forsteinsätze nötig waren, kam der Kontakt zwischen VDK und DWJ zustande.
Zu diesem Zweck führte die Waldjugend, unter Hegemeisters Leitung, Jugendlager durch. 
Durch die Arbeit in den Workcamps konnte beispielsweise 1996 der Deutschen Soldatenfriedhof Insterburg (Tschernjachowsk) eingeweiht werden. Die Lager waren jeweils mit russischen und deutschen Jugendlichen besetzt und fanden unter dem Motto des Volksbundes „Versöhnung über den Gräbern – Arbeit für den Frieden“ statt. Insgesamt wurden 14 Soldatenfriedhöfe restauriert.